# Myfanwy Piper
Pour les articles homonymes, voir Piper.
Myfanwy Piper, née Mary Myfanwy Evans le 28 mars 1911 à Londres et morte le 18 janvier 1997 à Fawley Bottom (en), est une critique d'art et librettiste d'opéra britannique.

## Biographie
Née à Londres, elle épousa l'artiste John Piper (1903-1992). 
Elle a collaboré avec le compositeur Benjamin Britten dont elle a écrit les livrets de plusieurs opéras :
- The Turn of the Screw (d'après Henry James)
- Owen Wingrave (d'après Henry James)
- Death in Venice (La Mort à Venise) (d'après Thomas Mann).

Elle est morte à Fawley Bottom, un village du Buckinghamshire, où elle passa la plus grande partie de sa vie.